# Phare de Schillig
Le phare de Schillig (en allemand : Leuchtturm Schillig (Oberfeuer)) est un phare inactif situé à Schillig (Arrondissement de Frise - Basse-Saxe), en Allemagne. Il était géré par la WSV de Wilhelmshaven .

## Histoire
Le phare de Schillig  a été construit en 1961 à environ 2 km à l'ouest de Schillig. Il a été désactivé en 1987.
Il reste équipé d'antennes de télécommunication.

## Description
Le phare  est une tour cylindrique en maçonnerie de 25 m de haut, avec galerie et lanterne, attenante à une maison de gardien. La tour est peinte en jaune. Son feu à occultations émettait, à une hauteur focale de 36 m, par période de 6 secondes
Identifiant : ARLHS : FED-215 - Amirauté : B1132.1 - NGA : ..... .
|             |
| La lanterne |

|               |
| L'autre phare |

### Lien connexe
- Liste des phares en Allemagne